# Сан-Момме
Сан-Момме (итал. San Mommè) — итальянская деревня и приход (ит. frazione) в коммуне Пистоя провинции Пистойя региона Тоскана. Население — 177 человек (2011 г.).

## География
Деревня расположена в Тоскано-Эмилианских Апеннинах, недалеко от границы с областью Эмилия-Романья. Находится в 11 км от Пракьи, в 14 км от Пистойи и 22 км от Порретта-Терме. Её обслуживает железнодорожная ветка Порреттана (Болонья-Пистоя).

## Личности
- А. Дж. Фронзони (1923—2002) — графический дизайнер